# Производство на други трикотажни изделия
Производството на други трикотажни изделия е един от подотраслите на производството на облекло в Статистическата класификация на икономическите дейности за Европейската общност.
Секторът обхваща производството на чорапи, чорапогащници и трикотажно облекло.
В България към 2017 година секторът включва над 200 предприятия с общ обем на продажбите 234 милиона лева и около 7 хиляди служители, като най-голямото предприятие е „Яна“ с производствени бази в Плевен и Панагюрище.